# Richard Kahle

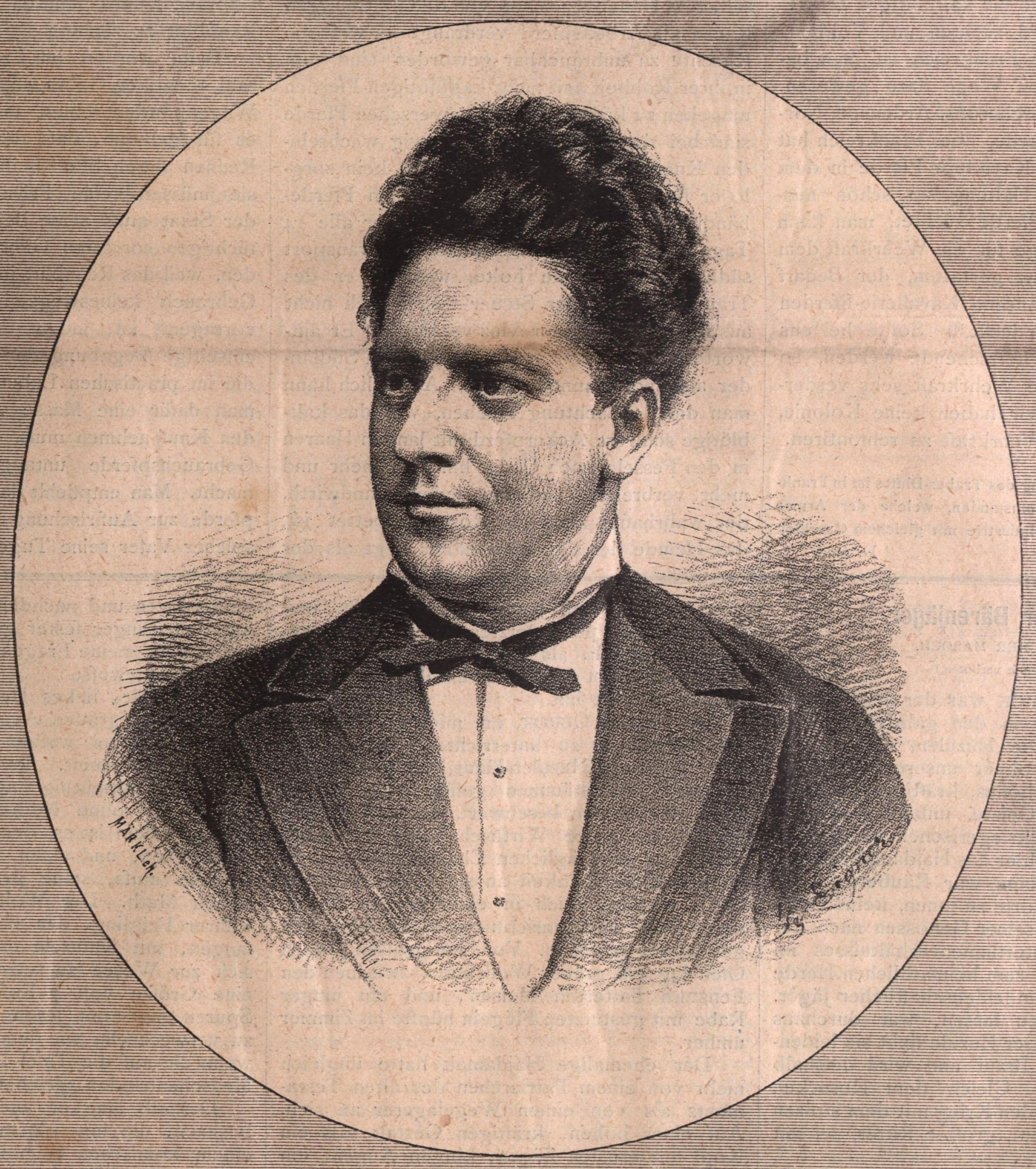
Richard Kahle, 1880

Richard Kahle (* 21. Juni 1842 in Berlin; † 16. Mai 1916 in Schlachtensee bei Berlin) war ein deutscher Theaterschauspieler. 

## Leben
Nach dem Besuch des Französischen Gymnasiums in Berlin, wo er als Schauspieler in Sophokles’ Philoktet in altgriechischer Sprache aufgefallen war, studierte Kahle an der Universität seiner Heimatstadt Ästhetik und Philosophie. Als ihm eine Anstellung als Vorleser bei Prinz Friedrich von Preußen angeboten wurde, brach er sein Studium ab.
Nach dem Tod Friedrichs 1863 versuchte sich Kahle an verschiedenen Theatern; erste Erfolge erzielte er am Liebhabertheater Urania. Nach eigenen Aussagen wurde Kahle in dieser Zeit am stärksten durch die Schauspielkunst Ludwig Dessoirs beeinflusst. Am 10. November 1865 debütierte Kahle als „Sprecher Manfred“ in der Die Braut von Messina (Friedrich Schiller) bei einer Aufführung in Pest. Dort erlebte ihn Heinrich Laube, der ihn dann 1869 für das Leipziger Stadttheater engagierte.
Dort brillierte Kahle hauptsächlich in Charakterrollen. Seine Darstellung des König Lear war derart überzeugend, dass er, als er 1871 damit in Berlin auftrat, dort sofort engagiert wurde. Dort debütierte er am 24. Februar 1871 als „Lear“.
1880 heiratete er Marie Keßler.
Seine Karriere beendete er 1899 und zog sich ins Privatleben zurück.
Klein von Gestalt, wusste Kahle diese durch sein ehernes Organ, hauptsächlich aber durch das klare Erfassen und die durchgeistigte Wiedergabe eines Charakters bald vergessen machen. Seine Vorzüge kamen am meisten in rhetorischen Rollen zur Geltung. 
Im Alter von beinahe 74 Jahren starb der Schauspieler Richard Kahle am 16. Mai 1916 in Schlachtensee bei Berlin. Er wurde auf dem Alten Luisenstädtischen Friedhof in Berlin beigesetzt, wo auch seine zwanzig Jahre zuvor verstorbene Gattin ihre letzte Ruhestätte gefunden hatte. Beide Grabmale sind nicht erhalten.

## Schüler (Auswahl)
- Therese Malten